# Hymn Albanii
Hymni i Flamurit (alb. Hymn o fladze) – hymn państwowy Albanii od czasu uzyskania przez nią niepodległości 28 listopada 1912 roku. Obowiązującą wersję hymnu ustalono w 2002 roku.
Słowa napisał albański poeta Aleksander Stavre Drenova. Po raz pierwszy opublikował je 21 kwietnia 1912 roku jako wiersz Betimi mbi flamurit (Przysięga na flagę) w albańskim czasopiśmie Liri e Shqipërisë (Wolność Albanii), wydawanym w Sofii, a następnie, w tym samym roku, w zbiorze swoich wierszy Ëndrra e lotë (Sny i łzy). Jako muzykę wykorzystano utwór Pe-al nostru steag e scris rumuńskiego kompozytora Cipriana Porumbescu, powstały w 1880 roku.
Zwrotki parzyste śpiewa się dwukrotnie, jako refren. W oficjalnej wersji hymnu pomija się zwrotkę piątą i szóstą. W czasach władzy komunistycznej pomijano również zwrotkę trzecią i czwartą, ze względu na wzmiankę o Bogu (w 1967 roku Albanię ogłoszono pierwszym na świecie państwem ateistycznym).
Hymni i Flamurit
po albańsku
Rreth flamurit të përbashkuar,

Me një dëshirë e një qëllim,

Të gjithë atij duke iu betuar,

Të lidhim besën për shpëtim.

Prej lufte veç ay largohet,

Që është lindur tradhëtor,

Kush është burrë nuk friksohet,

Po vdes, po vdes si një dëshmor.

Në dorë armët do t'i mbajmë,

Të mbrojmë atdheun në çdo vend,

Të drejtat tona ne s'i ndajmë,

Këtu armiqtë s'kanë vend.

Se Zoti vet e tha me gojë,

Që kombe shuhen përmbi dhè,

Po Shqipëria do të rrojë,

Për të, për të luftojmë ne.

O flamur, flamur, shënjë e shenjtë,

Tek ty betohemi këtu,

Për Shqipërin, atdhen e shtrenjtë,

Për nder edhe lavdërimnë e tu.

Trim burrë quhet dhe nderohet,

Atdheut kush iu bë theror;

Përjetë ai do të kujtohet

Mbi dhet, mbi dhet si një shenjtor.
Hymn o fladze
polskie tłumaczenie
Wokół flagi zjednoczeni,

Z jednym życzeniem i jednym celem,

Wszyscy na nią przysięgajmy,

By złożyć śluby dla zbawienia.

Od walki precz ten ucieka,

Co się urodził zdrajcą,

Kto jest mężczyzną, się nie boi,

Ale umiera, ale umiera jako męczennik.

W ręce oręż będziemy trzymać,

By bronić ojczyzny w każdym miejscu,

Praw naszych się nie wyrzekniemy,

Tutaj dla wrogów nie ma miejsca.

Bo Pan sam to rzekł ustami,

Że ludy wymierają na ziemi,

A Albania będzie żyć,

Dla ciebie, dla ciebie walczymy my.

O flago, flago, znaku święty,

Na ciebie przysięgamy tu,

Albanię, ojczyznę drogą

I honor wysławiamy twój.

Odważnym mężem zwie się i czci

Tego, kto ojczyźnie składa ofiarę;

Zawsze będzie wspominany

Na ziemi, na ziemi jako święty.